# 東日本大震災によるスポーツへの影響
東日本大震災によるスポーツへの影響（ひがしにほんだいしんさいによるスポーツへのえいきょう）では、東日本大震災によるスポーツへの影響について記述する。

## 野球

### 日本プロ野球

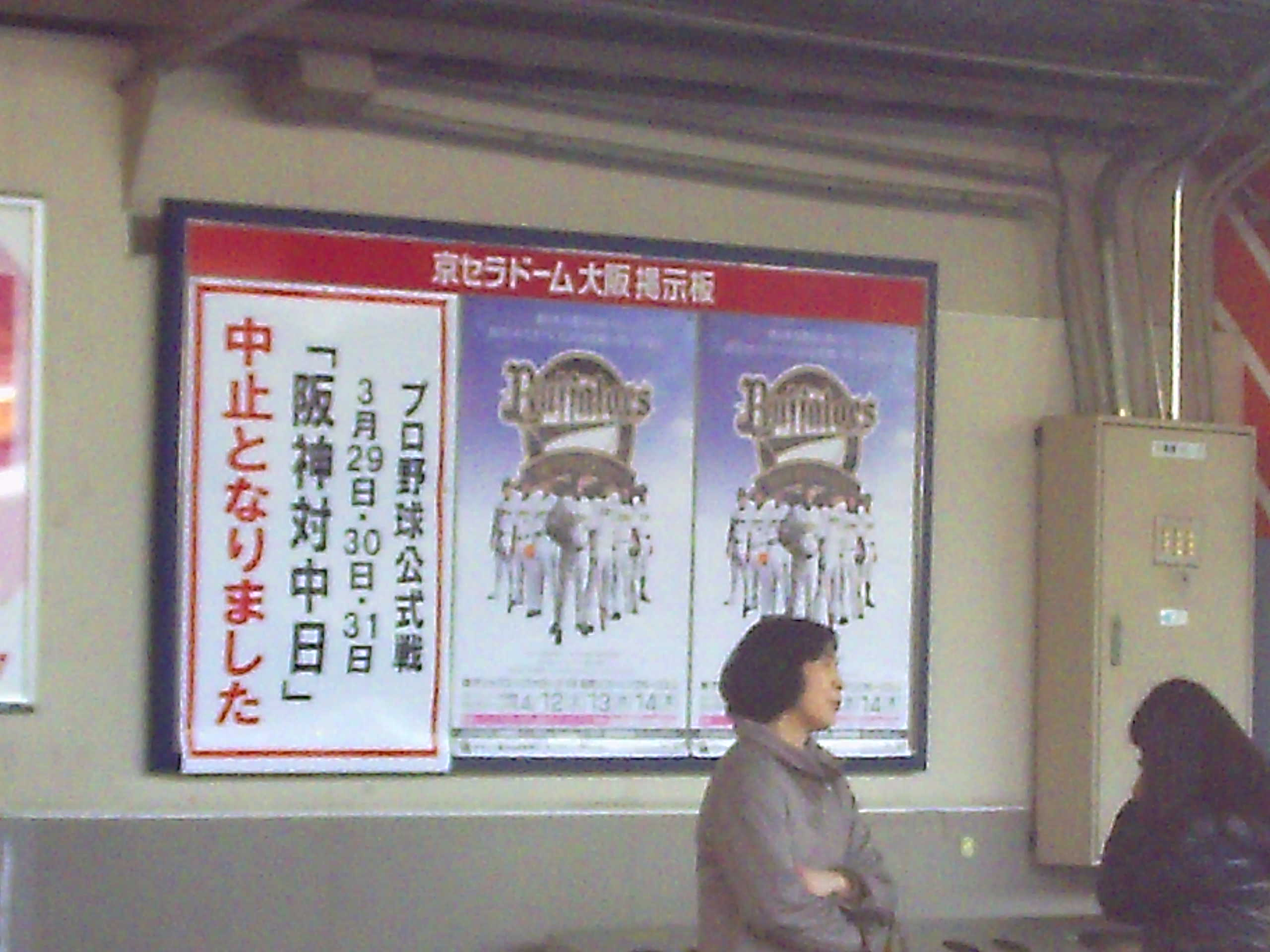
公式戦中止告知（京セラドーム大阪）

震災発生当日の2011年3月11日に挙行された日本プロ野球オープン戦4試合のうち、横浜ベイスターズ（現：横浜DeNAベイスターズ）対東京ヤクルトスワローズ戦（横浜スタジアム）と東北楽天ゴールデンイーグルス対千葉ロッテマリーンズ戦（兵庫県立明石公園第一野球場）がコールドゲームとなった（横浜スタジアムは地震によるもの。明石は楽天の選手家族などの安全確認 のため）。横浜スタジアムでは地震発生後にスタンドの観客をフィールドへ降ろして安全を確保すると共に、周辺の公共交通機関が麻痺していたため復旧まで球場内で待機させた。一方、楽天は3月20日に予定していた中日とのオープン戦を中止し（18,19日に予定していた試合は開催。19日の試合前には楽天の選手達が募金活動を行った）、希望する選手を被災地でもあり本拠地である仙台に帰れるように調整していたが、希望者がいなかったと報道されている。しかし、楽天の田中将大投手は4月12日、Twitterでこの報道を否定した。また、当時楽天所属であった山崎武司内野手は選手が仙台に戻る交通手段がなく、逆に仙台にいる選手の家族たちを楽天球団側が手配して東京に移動させたと証言している。結局、選手達が本拠地仙台に戻ったのは、震災から27日後の4月7日であった。
また、3月12日及び13日に開催予定であったプロ野球オープン戦全試合が中止となった 他、関東地方に本拠地を構えるロッテ・埼玉西武ライオンズ・ヤクルトはその後に地元で予定されていたオープン戦を全て中止した。日本国内で発生した地震によるプロ野球の試合の中止は2008年の岩手・宮城内陸地震以来である。
パシフィック・リーグは周辺で液状化現象が発生したロッテの本拠地QVCマリンフィールドおよび施設が損傷した楽天の本拠地クリネックススタジアム宮城（現：楽天モバイルパーク宮城）が使用不能状態であったため、開幕を3月25日から4月12日に延期することが早々に発表された。一方、セントラル・リーグは当初3月25日に予定通り開幕すると発表したが、海江田万里経済産業大臣や高木義明文部科学大臣、さらに日本野球機構の監督官庁である文部科学省が東京電力・東北電力管内以外での開催と同管内でのナイター開催自粛などの要請を行い、 さらに日本プロ野球選手会会長の新井貴浩もストライキも辞さない構えで延期の再考などを求めたため、 セ・リーグは結局2度にわたって開幕を延期し、最終的には4月12日にセ・パ同時に開幕となった。これに伴い、当初3月25日〜4月11日に予定されていた試合は全て9月20日以降に組み込まれ、それに合わせてクライマックスシリーズが10月29日にセ・パ同時に開幕となり、日本シリーズも11月12日から開幕となった。これにより、特別に10月の月間MVPが設定されている。また、節電のために公式戦に限って延長戦の規定に「試合開始から3時間30分を超えて9回を超える新しいイニングに入らない」という特別ルールを設けることになった。このルールは電力事情を理由に2012年も継続されることになった が、引き分け試合がこのルールで多かったことや、試合時間短縮に直接的につながらなかったとして、2013年以降は撤廃された。
開幕からゴールデンウィークまでの試合日程について、仙台市（楽天）と関東地方（5球団）に本拠を置く各球団は下記の変更を行った。
- 東北楽天ゴールデンイーグルス - 4月中の主催試合のうち、4月15日からのオリックス・バファローズとの3連戦を阪神甲子園球場（甲子園でのパ・リーグの主催試合開催は初めて）、4月22日からの北海道日本ハムファイターズとの3連戦をほっともっとフィールド神戸で代替開催。仮復旧工事の終了に伴い、4月29日のオリックス戦からKスタ宮城を使用。
- 千葉ロッテマリーンズ - 5月1日までにQVCマリンフィールドで挙行される主催12試合を全て13:00開始のデーゲームに変更。
- 埼玉西武ライオンズ - 4月中の西武ドームでの主催試合を自粛。開幕3連戦を対戦相手の日本ハムの主催試合として札幌ドームで、4月26日からの楽天3連戦は28日予定の3試合目を順延した上で2連戦として滋賀県の皇子山球場で代替開催。5月3日のロッテ戦から西武ドームを使用。
- 読売ジャイアンツ - 4月中の東京ドームでの主催試合を自粛。4月15日からの広島東洋カープとの3連戦を広島主催としてマツダスタジアムで代替開催[23]。4月22日からの中日ドラゴンズとの3連戦は10月14日〜16日に延期[24]。5月3日の阪神タイガース戦から東京ドームを使用。
- 東京ヤクルトスワローズ - 4月中に明治神宮野球場で挙行される主催9試合のうち6試合をデーゲーム開催に変更。4月26日からの巨人3連戦は静岡県草薙総合運動場硬式野球場で代替開催。
- 横浜ベイスターズ - 5月1日までに横浜スタジアムで挙行される主催9試合を全て13:00開始のデーゲームに変更。これに伴って4月29日の巨人戦が移動日なしでかつ13:00開始のデーゲームとなったため、前日28日のナゴヤドームでの中日とのナイターが横浜への移動を考慮して17:00開始に変更。また、5月6日の横浜スタジアムの阪神戦も節電のため17:00開始に変更。

なお、利用再開に際し西武ドームと東京ドームはフィールド内と球場内各施設の照明を減灯、スコアボードのマルチビジョンの使用を控えるなどの節電を実施。東京ドームはさらに冷房の設定温度の引き上げと自家発電装置の使用による外部からの電力供給の削減を行った。その後、全国各地の原子力発電所の運転停止で東北・関東以外の地域でも電力供給の問題が浮上したため、結局12球団全ての本拠地で照明の減灯やドーム球場での夏の冷房設定温度の引き上げなどの節電を行うこととなった。
この他、5月10日に郡山総合運動場開成山野球場で予定されていたパ・リーグ公式戦の楽天対日本ハムは、球場自体が避難所並びに災害復旧本部として使用されていたため、仮復旧したKスタ宮城での開催に振り替えられた。また6月29日に宇都宮清原球場で予定されていたセ・リーグ公式戦・巨人対ヤクルト1試合は同球場の設備の一部が損壊し、数か月にわたる復旧工事が必要となったために開催が中止となり、6月28日に同カードが開催される郡山総合運動場開成山野球場（この時点では利用が再開されていた)での試合に振り替えられた。
また、2011年のオールスターゲームは当初、第1戦をナゴヤドーム、第2戦をQVCマリンフィールド、第3戦を東京ドームで行うはずだったが、復興支援のため第3戦の開催球場をクリネックススタジアム宮城に変更した。

#### 独立リーグ
ベースボール・チャレンジ・リーグは、群馬ダイヤモンドペガサスが3月17日の新潟アルビレックス・ベースボール・クラブ戦（藤岡市民球場）、22日の新潟アルビレックス・ベースボールクラブ戦（上毛新聞敷島球場）、26日の信濃グランセローズ戦（本庄市民球場）を中止とした。

### 高校野球
阪神甲子園球場での第83回選抜高等学校野球大会は、予定通り3月23日から4月3日まで開催された（組み合わせ抽選会は正式に開催が決定される前の3月15日に、予定通り大会が開催されることを前提条件として実施）。但し、開会式の簡素化やナイター試合の回避、鳴り物応援の自粛を行うとともに、入場料収入の義援金としての提供や、大会期間中には募金活動も行われた。
地震の被害を大きく受けた地域の学校の動きは以下の通り。
- 宮城県の東北高校は組合せ抽選会を欠席したものの大会への参加を表明したため、大会6日目の第1試合に行われる1回戦最後の試合に配置。岐阜県の大垣日大高校と対戦したが敗れた。諸事情を考慮して東北高校の関係者は学校に残ってテレビ観戦した。
- 大会3日目の第3試合は青森県の光星学院と茨城県の水城高校と被災した高校同士の対戦となった。なお、水城高校も抽選会は主将と引率の部長のみが参加し、監督やほかのナインは大会直前に現地入りした。
- 光星学院は震災当時沖縄県での合宿中で、帰郷が困難となったため、特例として直接の現地入りが許された。

そのほか秋田県の大館鳳鳴高校を含めた4校に対し地元の高校などが友情応援を行った。
3月25日から開催される予定だった第12回全国高等学校女子硬式野球選抜大会は中止が決まった。
余波は夏の第93回全国高等学校野球選手権大会にも広がった。8月6日、初日の開会式は例年通り午前9時開始だったが、8月7日・2日目の1回戦から8月19日・14日目の準決勝まで、第一試合を朝8時から開始する事を発表。さらに決勝戦（日大三高校 - 光星学院高校／2011年8月20日）は、例年ならば午後1時に試合開始であったが、今大会は午前9時30分に試合開始となった。夏の甲子園大会決勝戦が午前中に行われるのは過去93回の歴史を遡っても史上初の事であった（選抜では1997年の第69回選抜高等学校野球大会の決勝戦が午前10時に試合開始となった）。
翌2012年8月8日開催の第94回全国高等学校野球選手権大会も節電を継続するとして、同様の措置が取られる事となった。ただし選手の体調を考慮するとして、準々決勝、準決勝は午前9時、決勝は午前10時半と前年より一時間遅く試合開始の措置が執られた。

### （参考）大学野球
大学野球は震災当時開幕前で、予定通り実施された。

### 社会人野球
3月8日から開催されていたJABA東京スポニチ大会は途中で打ち切り。地震発生時に決勝戦を行っていたNTT西日本とJX-ENEOSの両チームが優勝となった。
その後、春先から都市対抗野球大会開催（当時は8月下旬開幕）までの間に例年行われていた大会は軒並み中止となった。東京スポニチ大会以外の地区連盟主催大会は中止とされたが、大半は出場予定チーム同士でのチャリティゲームとして同一日程で開催された（本来は有料試合であるが入場無料となり、場内では募金箱が設置された）。
企業チームの一部は、野球の練習を一時的に取りやめたほか、本拠地を離れての活動を余儀なくされた。JR東日本東北や七十七銀行の選手は社業に専念した。また、日本製紙石巻は練習グラウンドを自衛隊が使用したため、旭川など他地区の工場を転々とした。
都市対抗野球大会については開催そのものが危ぶまれたが、3月25日に開催された日本野球連盟理事会では、開催時期・開催球場を変更した上での開催を決定。その後5月19日の臨時理事会にて、10月に京セラドーム大阪で開催されることが決定した。大会の予選では、東北地方の一部のクラブチームが出場を取りやめたが、企業チームは予選に参加した。
都市対抗野球が秋の京セラドーム大阪開催となったことで2011年の社会人野球日本選手権大会は中止となり、当年度に限り第82回都市対抗野球大会の優勝チームが日本選手権優勝チームを兼ねる扱いとなった。

## サッカー

### Jリーグ
地震当日の3月11日、Jリーグは3月12日及び13日に開催予定であったJ1、J2のすべての公式戦の中止を決定した。全試合が中止となるのはJリーグ史上初めてであり、発売中であったtotoは全額払い戻しとなった。特に被害の大きかったベガルタ仙台、鹿島アントラーズ、水戸ホーリーホック などのクラブが一時的に活動休止に追い込まれ、また、仙台や水戸を含む東日本の数チームで外国人選手がチームと契約解除し母国へ帰国する事態も発生した。結局、公式戦は4月23日に再開されるまで1か月以上休止されることとなった。再開後も東北電力・東京電力管内での試合については、開催時間の変更が随時検討されることになり、鹿島は本拠地のカシマサッカースタジアムに震災の被害が出ているため、5月末までに予定されているホームゲームの開催地を移して試合を行うことになった。5月には東北出身Jリーガーを中心に東北人魂を持つJ選手の会を結成、サッカー復興に向けボランティア活動を開始した。

### 日本代表
A代表
3月16日、3月25日及び29日に予定されていたキリンチャレンジカップ2試合の中止を決定。3月29日には、当初のニュージーランド代表との試合に代わり、急遽日本代表と「Jリーグ選抜」とが対戦するチャリティーマッチ「東北地方太平洋沖地震復興支援チャリティーマッチ がんばろうニッポン!」を長居スタジアム（大阪）で行った。
4月5日、強豪との真剣勝負による強化の場として位置づけられていた 南米選手権「コパ・アメリカ2011」について、同選手権開催時期にJリーグの順延分を充てるため、参加を辞退することが発表された。その後、主催者から出場を再考するよう促され、日本サッカー協会は、欧州のクラブに所属する選手を主体としたチームを編成して出場することを目指した。しかし、異なる大陸の大会への招待のため選手招集に強制力はなく、多くのクラブから招集を拒否され、5月17日に出場辞退が正式に発表された。
世代別代表
- 3月12日、U-16日本代表のサニックス杯国際ユースサッカー大会への参加などを中止[50]。
- 3月29日には国立競技場にて、U-22日本代表の国際親善試合も予定されていたが[51]、対戦相手のU-22ウズベキスタン代表が来日を取りやめたため開催地をウズベキスタン国内に変更[52]。

### その他
- 3月12日、日本サッカー協会からの申入により、AFCが3月15日及び16日に日本国内で開催されるAFCチャンピオンズリーグ2011の2試合の延期を決定[53]。
- 2011年のJFLは、3月13日から開幕する予定だったが、第1節から第6節（3月13日から4月17日）の全試合の開催を中止し[54][55][56]、リーグ開幕を順延。また、津波による被害が甚大だった宮城県多賀城市にホームタウンを置くソニー仙台FCはシーズン前期日程への参加をしないことを決定した。
- 3月22日、東北社会人サッカーリーグの開催延期を発表[57]。5月15日から開催したが、宮城県のコバルトーレ女川や、福島県のチームのうち福島ユナイテッドFCを除く5チーム(計6チーム)が参加を見送った。このため、2部リーグは本来北と南2つのブロックで行う予選リーグを取りやめて、南北統合リーグとし、優勝チームの1部リーグ昇格は認めないことになった。
- 第16回全日本フットサル選手権大会は、3月11日に予定されていた準々決勝2試合と、準決勝・3位決定戦・決勝が中止された[58]。
- 第45回全国自衛隊サッカー大会の中止[59]。
- 2011 日本女子サッカーリーグの第1節から第4節（4月3日から4月24日）の開催を延期。また、なでしこリーグカップの開催を中止し、リーグ戦の延期分をカップ戦開催予定日に移行する[60]。
- 日本女子サッカーリーグ所属の東京電力女子サッカー部マリーゼは、2011年シーズンの活動を自粛し（のち休部、事実上廃部に至る）、なでしこリーグは9チームで行われることになった[61]。
- 日本サッカーミュージアムが節電のため休館[62]。
- JFAアカデミー福島は、活動場所を一時的に移転[63]。
- 6月1日、第9回仙台カップ国際ユースサッカー大会（9月開催予定）の中止が報道された[64]。

## ラグビー
3月から4月に開催予定だった東京セブンズ、第12回全国高校選抜大会などの大会が中止となった。
また、4月から5月にかけて開催予定の2011年アジア5カ国対抗は、秩父宮ラグビー場で開催予定だったスリランカ戦が対戦国に変更され、全試合国外開催となった。

## バスケットボール

### プロバスケットボール
バスケットボール女子日本リーグ機構（WJBL）は3月12日郡山市、13日代々木第二体育館で開催予定であったプレーオフファイナル第2戦、第3戦を中止、15日、17日開催予定の第4戦、第5戦も中止した。これによりWJBLはリーグ戦及びプレーオフセミファイナルの結果を元に、ファイナル進出2チームよりレギュラーシーズン1位のJXをリーグチャンピオン、レギュラーシーズン2位のトヨタ自動車を2位とする順位決定を行った。なお、第1試合の結果も無効扱いとなった。
日本バスケットボールリーグ（JBL）は3月11日、12日、13日開催予定の試合をすべて延期した。最終的には残り全試合中止に至った。レギュラーシーズンは3分の2以上を消化しているため順位は決定しているものの、プレーオフは中止となったため優勝チームなしとなった。
日本プロバスケットボールリーグ（bjリーグ）も3月12日、13日開催予定の試合をすべて中止した。このうち、特に被害の大きかった仙台89ERSと停電の影響を受ける可能性が非常に高い埼玉ブロンコス、東京アパッチの3球団がシーズン終了までの一時活動休止となった。その他の球団については一部試合中止やカード変更はあるものの19日に試合を再開した。しかし、今期の残りの活動休止を決めた仙台89ERSは入場料収入が無くなったことによる資金繰りの悪化を理由に3月15日付で選手・コーチ全員の契約を解除し、日本人選手の多くは仮保有権を持ったままで他チームにレンタル移籍をすることとなった。先述の理由のため来季の参戦の見通しも立っていなかったが、仙台と埼玉については2011-12シーズンからも参戦が決定。しかし、東京はスポンサー収入の落ち込み他の理由で2011-12シーズンの参加は断念し、後に解散した。代わりに東京サンレーヴスが参入することとなった。

### その他
日本バスケットボール協会主催・共催大会のうち、第37回全日本クラブバスケットボール選手権大会、第24回都道府県対抗ジュニアバスケットボール大会、第42回全国ミニバスケットボール大会、第9回全日本デフバスケットボール選手権大会が中止となった。

## バレーボール
日本バレーボールリーグ機構（Vリーグ機構）はVプレミアリーグ、Vチャレンジリーグのレギュラーラウンド残り全試合、セミファイナルラウンド・ファイナルラウンド及びVチャレンジマッチ（入替戦）の中止を3月14日に発表した。これによってプレミアリーグ男子は堺、同女子はJTが、チャレンジリーグ男子はジェイテクト、同女子は上尾が優勝と決定した。
また、6月開催予定のバレーボール・ワールドリーグの日本ラウンドは国内全試合の開催を中止し、対戦相手国にて代替試合を行なうことを決定した。
さらに11月開催の2011年ワールドカップバレーボールの開催場所も一部変更された。女子の日本戦が行われるAサイトの試合は、当初第1ラウンドは国立代々木第一体育館、第2ラウンドは仙台市体育館で開催予定だったが、いずれも広島サンプラザに変更された。
またVチャレンジリーグ2011-2012シーズンの女子公式戦に於いても影響が生じた。2012年1月7日並びに1月8日にリーグ戦3試合が茨城県ひたちなか市にて組まれ、当初の日程ではひたちなか市総合運動公園総合体育館で開催される予定であったが、東日本大震災により施設の損壊が生じたためにこの体育館が使用できなくなり、日立オートモティブシステムズ体育館での代替開催に変更となったのみならず、日立オートモティブシステムズ体育館は企業施設であったことから観客席設置が出来ず、日本バレーボールリーグ機構の決定により無観客試合で大会を開催した。
大学バレーでは、東北大学春季リーグ と関東大学春季リーグ がそれぞれ大会を中止した。

## ハンドボール
日本ハンドボールリーグは15日、3月12日、13日に駒沢体育館で開催を予定していたプレーオフの開催を男女共に中止したと発表した。レギュラーシーズンの順位を今季の最終順位とし、男子は大崎オーソル、女子は北國銀行ハニービーを優勝とした。
また、岩手県花巻市で開催予定だった第34回全国高等学校ハンドボール選抜大会、富山県氷見市で開催予定だった第6回春の全国中学生ハンドボール選手権大会も中止となった。

## アイスホッケー
3月12日から15日にかけてアジアリーグアイスホッケープレーオフファイナル（東北フリーブレイズ対安養ハルラ、全5戦）の第1戦 - 第3戦が行われる予定だった福島県郡山市の磐梯熱海アイスアリーナは地震で損傷し、使用不能となった。日本アイスホッケー連盟は11日夜、第3戦までの中止を発表した。15日には韓国安養市で行われる予定だった第4戦・第5戦の中止も発表された。その後、今後のプレーオフの延期をしないことを決め、2チーム優勝とすることを決めた。
2012-2013シーズン現在、2010-2011シーズンプレーオフファイナル開催予定だった福島県郡山市の磐梯熱海アイスアリーナで公式戦は行われていない。
また4月17日から23日に行われた2011年アイスホッケー世界選手権ディビジョンIは、加盟団体などとの協議の結果、国全体で復興を優先すべきと考え、参加を辞退。

## 陸上競技
3月13日に愛知県名古屋市で開催される予定だった名古屋国際女子マラソンも、観客の安全面と被災者の心情、警察官の被災地派遣に考慮して、主催者である中日新聞社などが急遽中止することを決めた。同マラソンの中止は大会始まって以来初めてである。なお、同マラソンは翌2012年から名古屋ウィメンズマラソンとして開催されることが決まっていたため、結果的に「名古屋国際女子マラソン」という名称での開催は2010年が最後となった。
上記名古屋国際女子マラソンの中止に伴い、4月17日に世界陸上大邱大会（ 韓国）女子マラソン日本代表選考を兼ねて開催される予定であった長野マラソンも、震災救援に伴い大会運営に必要な人員の確保が出来ないことを理由に、3月22日に大会中止が発表された。このため、女子マラソン日本代表選考の対象大会として日本陸上競技連盟は、4月17日のロンドンマラソン（イギリス）、および4月18日のボストンマラソン（アメリカ合衆国）などを指定した。
3月31日、第21回仙台国際ハーフマラソン（5月8日開催予定）の中止が報道された。

## 水泳
日本水泳連盟は4月5日〜4月10日の日程にて開催予定であった日本選手権水泳競技大会競泳の部（東京辰巳国際水泳場／東京都江東区）などを中止した。理由は当初会場の東京辰巳国際水泳場のプール水深を操作する可動床が地震で破損したため。尚、日本水泳連盟は別の会場で代替大会を開催する方針 を決め、4月9日〜4月11日に静岡県浜松市の古橋廣之進記念浜松市総合水泳場にて『2011年度競泳国際大会代表選手選考会』が開催された。
また、辰巳国際水泳場で行われる予定だったジュニアオリンピック春季大会（3月26日〜30日）も中止とし、個人種目出場権獲得の選手を夏季大会への代替出場を一部を除き認めた。ジュニアオリンピックカップの中止は日本選手権同様初めて。
5月のジャパンオープン、7月のジャパンマスターズは（なみはやドーム／大阪府門真市）に場所を変更し開催。

## スキー
東北地方の選手の移動に支障が出ているため、3月12日と13日に札幌市のばんけいスキー場で開催を予定していたフリースタイルスキー・モーグルの全日本選手権が中止されたほか、3月16日から19日に同じく札幌市の白旗山競技場で開催予定だったノルディックスキー・距離の全日本選手権も中止となった。代替開催は行わない。
また、3月19日に予定されていた伊藤杯シーズンファイナル大倉山ナイタージャンプ大会も中止となった。

## スケート
3月21日より東京都渋谷区の国立代々木競技場 第一体育館で開催予定だった2011年世界フィギュアスケート選手権が中止され、代替開催を4月24日から5月1日までモスクワ（ロシア連邦）で行うことが決まった。また、同年の国別対抗戦も中止となった。こちらは代替開催の設定はなかった。

## ゴルフ
高知県で行われていた女子プロゴルフ「ヨコハマタイヤPRGRレディス」は、2日目以降のラウンドが中止となったため、競技不成立となった。また、18日から鹿児島県で開催予定であった「Tポイントレディスゴルフトーナメント」、4月1日から静岡県で開催予定だった「ヤマハレディースオープン葛城」、更に4月8日から兵庫県で開催予定だった「スタジオアリス女子オープン」の3試合が相次いで中止となった。なお、男子プロゴルフは開幕が遅かったこともあり、開催中止は発生しなかった。

## テニス
4月16・17日に有明コロシアムで開催予定だったフェドカップワールドグループ2部入れ替え戦日本対アルゼンチンは7月16・17日に延期され、会場も三木総合防災公園屋内テニス場に変更となった。その他、亜細亜大学国際女子オープンなど東日本を中心に3月から4月にかけて開催予定だった大会も中止や延期となった。

## 卓球
2011年の第51回世界卓球選手権個人戦では東北地方太平洋沖地震からの復興を願い日本選手団 及びその趣旨に賛同したカナダ、ハンガリー、エジプト、ニュージーランド、コロンビアの5カ国の選手が「WASURENAI 3・11」というメッセージの入れられたウェアでプレーした。
またITTF総会で2014年の第52回世界卓球選手権団体戦の開催地に東日本大震災からの復興を目指す日本の東京が選ばれた。これについてはアダム・シャララ会長より日本卓球協会への打診が事前になされ 対抗馬と見られたドーハ（カタール） が辞退した結果、無投票で開催地が決定した。

## モータースポーツ
3月19日・3月20日に岡山国際サーキットで開催予定だったSUPER GTの公式テストは中止となり、 同サーキットで開催予定だったSUPER GT第1戦（4月2日、4月3日）の開催は延期された。
鈴鹿サーキットは3月12日・13日に開催予定だったモータースポーツファン感謝デーとフォーミュラ・ニッポンの合同テストを中止、6月19日に開催予定のフェラーリ・チャレンジ開幕戦も中止となった。
栃木県茂木町のツインリンクもてぎは今回の地震で一部コースのひび割れやスタンドの崩壊などが見られ、営業を中止し細かい被害状況の調査を行っているほか、同所で4月に開催予定だったスーパー耐久開幕戦とMotoGP日本グランプリが延期、さらにスーパースピードウェイ（オーバルコース）に地盤隆起が発生し改修が必要かつ社会的影響や安全性、費用などを考慮し、IRLとの協議の結果インディジャパン300の開催をロードコースで行うと発表した（開催日程の変更は無し）。
宮城県村田町にあるスポーツランドSUGOも、施設内の道路の一部が陥没していると報じられ、その後「施設の大きな破損もなく、社員については怪我人もいない状況」としたものの、全面復旧には時間がかかる見通しとなっており、4月3日までの全てのイベントが中止または延期となっている。仙台市青葉区の仙台ハイランドも、コース自体には被害はなかったものの、コースサイドに陥没が見られたり、コントロールタワーが傾く、周辺のアクセス道路が土砂崩れで埋まるなどの被害が発生している。
このほか、日本モーターサイクルスポーツ協会が主催する主な大会では、3月19日、20日にスポーツランドSUGOで開催予定の全日本エンデューロ選手権第1戦、4月2日、3日に熊本県HSR九州で開催予定だった全日本モトクロス選手権第1戦、同じく4月2、3日に茨城県、筑波サーキットで開催予定であった全日本ロードレース選手権第1戦、4月17日に兵庫県、猪名川サーキットで開催予定であった全日本トライアル選手権第2戦をそれぞれ中止とした。

## 自転車競技
3月27日から29日にかけて熊本・福岡両県で開催予定だった全国高等学校選抜自転車競技大会と、4月3日に開催予定だった第36回チャレンジサイクルロードレース大会、5月15日から22日まで開催予定だったツアー・オブ・ジャパンが中止になった。

## 格闘技
地震当日の3月11日は全日本プロレスが石巻市総合体育館で興行を行う予定だったが、現地入りしていた選手・スタッフが被災し興行も中止。全日本はこの石巻市の興行を含め、東北地方で開催予定だった6大会が中止・延期となった。東北地方を拠点とするみちのくプロレスも、11日から13日にかけて盛岡市・矢巾町・仙台市で開催予定だった3大会を中止した。
東京・後楽園ホールでも天井や建物にダメージが確認され、東京ドームの要請により、11日以降に予定されていたボクシングの大会、及び、13日の女子プロレス・OZアカデミー後楽園大会の開催が中止され、これ以降に予定されていた大会も全て中止。21日のアイスリボン（昼）・大日本プロレス（夜）から稼働を再開した。
この他にも、震災当日の3月11日に新宿FACEで予定されていたJEWELS 12th RINGが中止となり、5月14日の新木場1stRING大会が昼夜興行に変更され、4月8日に東京・両国国技館で予定されていたボクシング・トリプル世界戦の会場が神戸ワールド記念ホールに変更された（日時・対戦カードは変更なし）。
また、3月27日に開催されたDDT後楽園大会では、通常使用する映像の代替として控え室でのやりとりをリング上で行う、時間差入場のカウントダウンを手作りのボードで行うといった、節電対策を逆手に利用した興行を実施。この年のFIGHTING TV サムライ「インディーのお仕事」制定日本インディー大賞ベスト興行賞を受賞、同時にメインイベントの試合（KO-D無差別級選手権試合・ディック東郷（王者）vs 飯伏幸太（挑戦者））がベストバウトを受賞した。
3月20日に東京・両国国技館大会が予定されていた男子プロレス団体・DRAGON GATEも、原発事故により「ファンの安全確保を万全に約束出来ない」事を理由に中止された（翌21日同会場での全日本プロレスは予定通り開催されている）。
3月21日に旗揚げが予定されていた女子プロレス・ディアナも、会場となるディファ有明周辺でダメージが確認された事などの影響を理由に中止。4月17日に変更された。
アマチュアでも神奈川県立体育センターで開催されていた第9回全日本女子アマチュアボクシング選手権大会が12日以降中止になり、また3月24日〜27日に茨城県立スポーツセンター体育館で予定されていた全国高等学校ボクシング選抜大会についても中止となった。

## 中央競馬
福島競馬場（福島県福島市）は、競馬場施設が甚大な被害を受けたため、2011年に予定されていた3開催をすべて中止。第2回は中山競馬場にて代替、第1回と第3回は新潟競馬場などに振替えた。
また、福島第一原子力発電所事故の発生により、福島市は放射線量が高いため、放射性物質の除染を目的とした芝コースの一部張替えやダートコースの砂入れ替えを行った。すべての施設復旧工事を終え、2012年4月7日より「福島復興祈念競馬」として約1年半ぶりの競馬開催を再開した。

## 公営競技

### 地方競馬
地震発生時に開催していた競馬場では大井競馬場が開催を打ち切ったほか、その他の地区でも3月12日-14日にかけて開催の中止が相次いだ。船橋競馬場では本馬場に液状化現象が発生したため、2開催連続で開催を中止した。
南関東公営競馬は4月12日の川崎競馬場から競馬開催を再開したが、4月中は節電のため川崎・大井のナイター開催、および浦和の薄暮開催を昼間開催に変更した。
被災地にある岩手県競馬組合では水沢競馬場が施設に甚大な被害を受けたため、3月中に開催予定だった水沢競馬を中止したほか、4月2日に水沢競馬場で開幕予定だった2011年度の岩手競馬を5月14日に延期して開幕した。当面の開催は盛岡競馬場のみで行い、水沢競馬場では場外発売のみ行っていたが、12月10日から2012年1月9日まで水沢競馬を開催することが発表された。大津波の被害を受けた場外発売所のうち「テレトラック釜石」は再開せず、閉鎖した。

### 他の公営競技
その他の公営競技（ボートレース・競輪・オートレース）は、地震発生後開催の打ち切りや中止が相次いだ。施設面ではいわき平競輪場や取手競輪場、桐生競艇場などで施設が損傷するなどの被害が出た。競艇・競輪・オートレースはいずれも3月末まで予定していたすべての開催を中止した。なお、大津びわこ競輪場はもともと3月末で廃止予定であり、3月11日 - 13日の予定で最終レースの「びわこファイナルカップ」が開催されていたが、12日以降の開催は中止となり、震災後の開催休止期間中に廃止となった。
ボートレースは被害の大きいボートレース桐生を除き4月1日以降「東日本大震災被災地支援競走」として再開。電力事情に配慮して休止していたナイター競走も、4月25日を初日とする開催より順次再開。ボートレース桐生は5月3日よりナイターで開催を再開。また、年末に行われる賞金王決定戦競走まで全てのSG開催を「東日本大震災被災地支援競走」とし、総売上の1割を拠出する。
競輪は西日本地区で4月1日以降「東日本大震災地支援競輪」として再開したが、電力事情に配慮してナイター開催を昼間開催に変更した。なお、川崎競輪場では5月21日から、京王閣競輪場では5月27日からナイター開催を再開した。施設が甚大な被害を受けた取手競輪場では、損傷したスタンドの一部取り壊しをすすめ、2012年10月22日より競輪の開催を再開した。
オートレースは4月14日の山陽オートレース場より、西日本に所在する3場（浜松・山陽・飯塚）で「東日本大震災被災地支援オートレース」として再開。東日本の3場（伊勢崎・川口・船橋）では場外発売に限って再開 した後、5月7日の船橋から順次開催を再開した。

## 柔道
同年全国警察柔道大会、全国警察柔道選手権大会が中止。

## 剣道
同年全国警察剣道大会、全国警察剣道選手権大会が中止。

## （参考）大相撲
前月に、大相撲八百長問題が発生したことにより、震災が発生する3月11日までに多くのイベントが中止となったため、この震災を理由とした開催中止は発生しなかった。一例として、3月13日から27日に大阪府立体育会館で予定されていた春場所の実施中止は八百長問題発覚直後の2月6日に決定している。

## その他のスポーツ
- フジテレビ主催で3月21日に東京都墨田区総合体育館で行われる予定だった「第2回ロープジャンプ小学生なわとびNo.1決定戦」決勝大会が中止となった。[155]
- 4月30日から5月1日まで東京体育館で開催予定だった高円宮牌フェンシングワールドカップ・男子フルーレGPが中止となった。
- 青森・岩手など北東北で開催予定だった平成23年度全国高等学校総合体育大会は検討した結果、予定通り開催されることとなったが、レスリング・ヨット競技は会場を宮古市から変更する[156]。

## 五輪招致
2020年夏季オリンピック国内招致に向け、東京都と広島市が名乗りをあげていた。震災後に行われた第17回統一地方選挙後、東京都知事に再任した石原慎太郎は今後の招致活動について明確に答えなかった が、広島市長に新任した松井一實は震災の影響も配慮し招致断念を表明した。